# Compianto sul Cristo morto (Veronese)
Il Compianto sul Cristo morto, conosciuto anche come Lamentazione sul Cristo morto, è un dipinto del pittore Paolo Veronese realizzato circa nel 1548 e conservato nel Museo di Castelvecchio a Verona.

## Storia
Il Compianto sul Cristo morto è un soggetto divenuto molto popolare a partire dal XIV secolo e sviluppatosi soprattutto nel Rinascimento. In esso viene rappresentato Gesù dopo la sua deposizione dalla croce, circondato da vari personaggi che ne piangono la morte. Nel racconto della Passione di Cristo la scena del Compianto si colloca tra la Deposizione dalla Croce e la Deposizione nel Sepolcro.
L'opera fu commissionata all'ancor giovane Paolo Caliari dai Girolamini per la chiesa di Santa Maria della Vittoria Nuova (detta anche Santa Maria delle Grazie), e fu realizzata nel 1548, stesso anno della Pala Bevilacqua-Lazise (anch'essa conservata al Museo di Castelvecchio), e come questa presenta, oltre ad una complessità costruttiva di stampo manierista, anche un nuovo e personale senso della luce e del colore, sebbene mostri ancora i segni d'influenze dei maestri del pittore.
Una copia ne fu realizzata nel XIX secolo per la Chiesa di San Massimo all'Adige.

## Descrizione e stile
Il Veronese crea una composizione che già indica la via del manierismo. Lo spazio nella tela è diviso diagonalmente: da una parte si trova un affollato primo piano dove spicca il bianco corpo del Cristo sorretto sulle ginocchia dalla Madonna, come presente in numerose Pietà, dall'altra invece si trova uno spazio libero fino all'orizzonte dove si possono scorgere i luoghi della Pasqua, il Golgota, ove sono ancora presenti le tre croci, e più in lontananza la città di Gerusalemme. Il tutto è dominato da un cielo che si sta rischiarando di chiara ascendenza veneta.
La tela è ritenuta il capolavoro giovanile del Veronese e per composizione e uso del colore, è avvicinabile alla pittura del Parmigianino.